# Ashkan Ghods
Ashkan Ghods, född 20 september 1979 i Teheran i Iran, är en svensk skådespelare. 

## Biografi
Ghods, flyttade till Sverige vid åtta års ålder, har läst skådespelarprogrammet vid Teaterhögskolan i Göteborg. Han har arbetat på många av landets teatrar, däribland Göteborgs Stadsteater, Backa Teater, Riksteatern och Östgötateatern. Han är även känd för sin roll som Saman i TV-serien Lyckoviken (2020) och från långfilmen Bride Price vs. Democracy från 2016. Ghods har dramatiserat och regisserat Pär Lagerkvists mest kända verk, Dvärgen, som monologföreställning med Jesper Söderblom i huvudrollen på Göteborgs stadsteater. Han var en av Sveriges Radios sommarpratare i P4 Sjuhärad 2010.
Ghods har medverkat i en rad musikaler som Hair, West Side Story, Cabaret, Rent och Side show. Hösten 2016 gjorde han regidebut med en uppsättning av musikalen Annie på Ydre Kulturcentrum och följde upp med att regissera Sound of Music 2018.

## Teater

### Roller
| År   | Roll       | Produktion                                                      | Regi               | Teater                    |
| ---- | ---------- | --------------------------------------------------------------- | ------------------ | ------------------------- |
| 2015 | Mr Parsons | 1984 George Orwell                                              | Sara Giese         | Östgötateatern            |
| 2016 | Johan      | Scener ur ett äktenskap Ingmar Bergman                          | Pontus Plænge      | Östgötateatern            |
| 2016 | Daniel     | Skymningsrök Noah Haidle                                        | Viktor Tjerneld    | Göteborgs stadsteater     |
| 2017 | Stevie     | Bra människor David Lindsay-Abaire                              | Carl Johan Karlson | Riksteatern               |
| 2017 | Karl Oskar | Utvandrarna Pontus Stenshäll efter Vilhelm Moberg               | Pontus Stenshäll   | Göteborgs stadsteater     |
| 2018 |            | Körsbärsträdgården (Вишнёвый сад, Visjnjovyj sad) Anton Tjechov | Dennis Sandin      | Smålands Musik och Teater |
| 2018 | Kent       | Kung Lear William Shakespeare                                   | Pontus Stenshäll   | Göteborgs stadsteater     |
| 2019 |            | Lärda kvinnor Molière                                           | Hilda Hellwig      | Göteborgs stadsteater     |
| 2020 | Y          | Sysslolösa unga män med tillgång till vapen Annika Nyman        | Gustav Englund     | Göteborgs stadsteater     |
| 2024 |            | Skål för livet Maja Zade                                        | Yana Ross          | Göteborgs stadsteater     |
| 2024 |            | Pinocchio Carlo Collodi                                         | Katrine Wiedemann  | Göteborgs stadsteater     |

### Regi
| År        | Produktion | Upphovsmän                                | Teater                |
| --------- | ---------- | ----------------------------------------- | --------------------- |
| 2019–2021 | Dvärgen    | Pär Lagerkvist Dramatisering Ashkan Ghods | Göteborgs Stadsteater |